# Kadua littoralis
Kadua littoralis är en måreväxtart som beskrevs av Wilhelm B. Hillebrand. Kadua littoralis ingår i släktet Kadua och familjen måreväxter.
Artens utbredningsområde är Hawaii. Inga underarter finns listade i Catalogue of Life.